# Entelodon deguilhemi
 (novembre 2018).
Si vous disposez d'ouvrages ou d'articles de référence ou si vous connaissez des sites web de qualité traitant du thème abordé ici, merci de compléter l'article en donnant les références utiles à sa vérifiabilité et en les liant à la section « Notes et références ».
Genre
Espèce
Entelodon deguilhemi, est une espèce éteinte d'entélodontes, qui vivait en Europe à l'Oligocène. Ses proies principales étaient les chalicothères et les camélidés[réf. nécessaire].

## Description
Il mesurait près de 3 mètres de long pour un poids d'environ 275 kg.
Ses excroissances, à la tête, aux joues et à la mâchoire inférieure, étaient particulièrement bien développées.

## Répartition
Il a été trouvé en France à Vayres-sur-Essonne.

## Systématique
L'espèce a été décrite par J. Reppelin, en 1918, et a été dédiée à Pierre Deguilhem, pharmacien à Monbahus (Lot-et-Garonne), naturaliste.